# Frederik Willem I van Saksen-Weimar
Frederik Willem I van Saksen-Weimar (Weimar, 25 april 1562 – aldaar, 7 juli 1602) was van 1573 tot aan zijn dood hertog van Saksen-Weimar. Hij behoorde tot de Ernestijnse linie van het huis Wettin.

## Levensloop
Frederik Willem I was de oudste zoon van hertog Johan Willem I van Saksen-Weimar en diens echtgenote Dorothea Susanna, dochter van keurvorst Frederik III van de Palts. Hij genoot een grondige opleiding en studeerde reeds op twaalfjarige leeftijd aan de Universiteit van Jena.
In 1573 volgde hij zijn vader op als hertog van Saksen-Weimar. Wegens zijn minderjarigheid werd hij onder het regentschap geplaatst van keurvorst August van Saksen, ondanks het verzet van zijn moeder Dorothea Susanna. In 1583 werd hij officieel volwassen verklaard, maar Frederik Willem begon Saksen-Weimar pas te besturen na Augusts dood in 1586. In 1589 voerde hij een nieuwe politie- en landsorde door en een jaar later stichtte hij de Orde tegen het Misbruik van de Naam van God, die echter niet lang zou bestaan. In 1591 vernieuwde hij de privileges en de rechten van de Universiteit van Jena.
In 1591 stierf keurvorst Christiaan I van Saksen, die opgevolgd werd door zijn minderjarige zoon Christiaan II. Frederik Willem werd aangesteld als regent voor Christiaan II en resideerde in deze functie in het Slot van Torgau. Ondertussen liet hij de regeringszaken in Saksen-Weimar over aan zijn jongere broer Johan III. In het keurvorstendom Saksen vervolgde Frederik Willem de aanhangers van het cryptocalvinisme en in Torgau stichtte hij een drukkerij. In 1601 kwam zijn regentschap in het keurvorstendom Saksen ten einde, waarna hij terugkeerde naar Saksen-Weimar.
In juli 1602 stierf Frederik Willem op 40-jarige leeftijd. Zijn broer Johan III volgde hem op als hertog van Saksen-Weimar. Zijn zonen kregen in 1603 Saksen-Altenburg als eigen hertogdom toegewezen, dat van Saksen-Weimar werd afgesplitst.

## Huwelijken en nakomelingen
Op 5 mei 1583 huwde Frederik Willem met zijn eerste echtgenote Sophia (1563-1590), dochter van hertog Christoffel van Württemberg. Ze kregen vijf kinderen:
- Dorothea Maria (1584-1586)
- Johan Willem (1585-1587)
- Frederik (1586-1587)
- Dorothea Sophia (1587-1645), abdis van de Abdij van Quedlinburg
- Anna Maria (1589-1626)

Op 9 september 1591 huwde hij met zijn tweede echtgenote Anna Maria (1575-1643), dochter van hertog Filips Lodewijk van Palts-Neuburg. Ze kregen zes kinderen:
- Johan Filips (1597-1639), hertog van Saksen-Altenburg
- Anna Sophia (1598-1641), huwde in 1618 met hertog Karel Frederik van Münsterberg-Oels
- Frederik (1599-1625), hertog van Saksen-Altenburg
- Johan Willem (1600-1632), hertog van Saksen-Altenburg
- Dorothea (1601-1675), huwde in 1633 met hertog Albrecht van Saksen-Eisenach
- Frederik Willem II (1603-1669), hertog van Saksen-Altenburg